# Gunnar Wennerberg
Gunnar Wennerberg (Lidköping, Västra Götaland, 2 d'octubre de 1817 - Läckö, 24 d'agost de 1901) fou un compositor, organista i polític suec. Desenvolupà el càrrec de conseller d'Estat i fou compositor inspirat i fecund. Es donà a conèixer per uns Cants de llibertat que assoliren gran popularitat i més tard publicà Gluntarne, una col·lecció de trenta duets humorístics per a baríton i baix. A més, compongué cors, melodies vocals, l'oratori La Nativitat i un Stabat Mater.
També va compondre nombroses poesies que es publicaren en quatre volums.